# Leucoblepharis subsessilis
 Leucoblepharis subsessilis   (DC.) Arn., 1838 è una specie di piante angiosperme dicotiledoni della famiglia delle Asteraceae, sottofamiglia Asteroideae, tribù Athroismeae e sottotribù Athroismeae.  Leucoblepharis subsessilis  è anche l'unica specie del genere  Leucoblepharis Arn., 1838.

## Etimologia
Il nome del genere è formato da due parole greche "leuco" (= bianco) e "blepharon" (= palpebra o ciglio).
Il nome scientifico del genere è stato definito dal botanico George Arnott Walker Arnott (1799-1868) nella pubblicazione " Mag. Zool. & Bot. 2: 422 " del 1838. Il nome scientifico del genere è stato definito nella stessa pubblicazione.

## Descrizione
Portamento. La specie di questa voce ha un ciclo biologico perenne con un habitus arbustivo.
Fusto. La parte aerea in genere è eretta, semplice o ramosa. 
Foglie. Le foglie lungo il caule sono disposte in modo alternato e sono picciolate. La lamina ha un contorno da  lanceolato a obovato. I margini sono interi o debolmente seghettati.
Infiorescenza. Le infiorescenze (sinflorescenze) sono formate da capolini eterogami. I capolini sono di tipo disciforme composti da un involucro, con forme da campanulate (o globose) o emisferiche, formato da diverse brattee, al cui interno un ricettacolo fa da base ai fiori di due tipi: raggio (non sempre presenti) e disco. Le brattee, piatte, a consistenza erbacea con dimensioni più o meno uguali oppure graduate con differenti lunghezze (disposizione embricata) si trovano su più serie (da 1 a 4). Il ricettacolo è convesso o conico (in qualche specie può essere globoso o sub-globoso) con pagliette a protezione della base dei fiori.
Fiori.  I fiori sono tetra-ciclici (formati cioè da 4 verticilli: calice – corolla – androceo – gineceo) e pentameri (calice e corolla formati da 5 elementi). I fiori del disco sono ermafroditi. I fiori del raggio sono femminili, qualche volta con androceo. I fiori sono tutti attinomorfi, raramente sono zigomorfi. Quelli solamente femminili sono 2 con corolle filiformi; quelli ermafroditi sono 10-15 con corolle campanulate.
- Formula fiorale:

*/x K {\displaystyle \infty }, [C (5), A (5)], G 2 (infero), achenio 
- Calice: i sepali del calice sono ridotti ad una coroncina di squame.

- Corolla:

- fiori del disco: la forma è tubulare bruscamente divaricata in 4-5 lobi; i lobi, patenti o eretti, hanno una forma deltata o più o meno lanceolata; i colori sono bianco o bianco-verdastro.

- Androceo: l'androceo è formato da 4-5 stami sorretti da filamenti generalmente liberi; gli stami sono connati e formano un manicotto circondante lo stilo; le teche (produttrici del polline) alla base sono troncate, non sono speronate o hanno una coda. Il tessuto endoteciale (rivestimento interno dell'antera) è quasi sempre polarizzato (con due superfici distinte: una verso l'esterno e una verso l'interno). Il polline è sferico con un diametro medio di circa 25 micron;  è tricolporato (con tre aperture sia di tipo a fessura che tipo isodiametrica o poro) ed è echinato (con punte sporgenti).

- Gineceo: l'ovario è infero uniloculare formato da 2 carpelli. Lo stilo, il recettore del polline, è bifido con due stigmi divergenti; possiede delle linee stigmatiche marginali separate o contigue. I due bracci dello stilo hanno una forma da lanceolata a deltoide e possono essere papillosi o ricoperti da ciuffi di peli.

Frutti. II frutti sono degli acheni con pappo. La forma dell'achenio è sub-affusolata con forme da ellittiche a subcordate, con coste longitudinali, epidermide senza cristalli e margini ciliati per tricomi doppi. Il pappo è formato da 10-15 piccole piatte scaglie.

## Biologia
Impollinazione: l'impollinazione avviene tramite insetti (impollinazione entomogama tramite farfalle diurne e notturne).

Riproduzione: la fecondazione avviene fondamentalmente tramite l'impollinazione dei fiori (vedi sopra).

Dispersione: i semi (gli acheni) cadendo a terra sono successivamente dispersi soprattutto da insetti tipo formiche (disseminazione mirmecoria). In questo tipo di piante avviene anche un altro tipo di dispersione: zoocoria. Infatti gli uncini delle brattee dell'involucro (se presenti) si agganciano ai peli degli animali di passaggio disperdendo così anche su lunghe distanze i semi della pianta. Inoltre per merito del pappo (se presente) il vento può trasportare i semi anche a distanza di alcuni chilometri (disseminazione anemocora).

## Distribuzione e habitat
La specie di questa voce è distribuita in India.

## Sistematica
La famiglia di appartenenza di questa voce (Asteraceae o Compositae, nomen conservandum) probabilmente originaria del Sud America, è la più numerosa del mondo vegetale, comprende oltre 23.000 specie distribuite su 1.535 generi, oppure 22.750 specie e 1.530 generi secondo altre fonti (una delle checklist più aggiornata elenca fino a 1.679 generi). La famiglia attualmente (2021) è divisa in 16 sottofamiglie; la sottofamiglia Asteroideae è una di queste e rappresenta l'evoluzione più recente di tutta la famiglia.

### Filogenesi
Il gruppo di questa voce è descritto nella sottotribù Athroisminae (tribù Athroismeae). La tribù Athroismeae, una delle 21 tribù della sottofamiglia Asteroideae, fa parte del supergruppo (o sottofamiglia) "Asteroideae grade"; l'altro è il supergruppo "Non-Asteroideae".  In base alle ultime ricerche nella tribù sono stati individuate 5 sottotribù. La sottotribù Athroisminae si trova, da un punto di vista filogenetico, in posizione "basale" , ossia è stato il primo gruppo a separarsi dal resto della tribù, ed è caratterizzata da capolini raccolti in compatti glomeruli e da acheni neri (carbonizzati) e obcompressi.
Nell'ambito della sottotribù il genere di questa voce con il genere Athroisma forma un "gruppo fratello".
I caratteri distintivi della specie  Leucoblepharis subsessilis  sono:
- le brattee dell'involucro sono lunghe come il capolino stesso;
- gli apici dei tricomi degli acheni sono dritti.

### Sinonimi
Sono elencati alcuni sinonimi per questa entità:
- Blepharispermum subsessile DC.